# سامانثا ساندرز
سامانثا ساندرز (بالإنجليزية: Samantha Sanders)‏ هي دراجة جنوب أفريقية، ولدت في 21 أغسطس 1983.

## وصلات خارجية
- سامانثا ساندرز على موقع إحصائيات الدراجات الإحترافية (الإنجليزية)